# Sainte-Mondane
Sainte-Mondane é uma comuna francesa na região administrativa da Nova Aquitânia, no departamento Dordonha. Estende-se por uma área de 9,64 km². Em 2010 a comuna tinha 262 habitantes (densidade: 27,2 hab./km²).